# Sebald Heyden
Sebald Heyden (ur. 8 grudnia 1499 w Bruck, zm. 9 lipca 1561 w Norymberdze) – niemiecki teoretyk muzyki.

## Życiorys
Pochodził z rodziny mieszczańskiej. Początkowo kształcił się w szkole przy kościele św. Wawrzyńca w Norymberdze, gdzie jego nauczycielem był Johannes Cochläus. W 1513 roku rozpoczął studia na uniwersytecie w Ingolstadt, gdzie w 1519 roku uzyskał stopień magistra. W 1521 roku objął posadę kantora kościoła szpitalnego w Norymberdze oraz rektora przykościelnej szkoły. Od 1525 roku był rektorem szkoły przy kościele św. Sebalda.
Był autorem prac Musicae id est artis canendi libri duo (Norymberga 1540) oraz Musicae stoicheiosis (Norymberga 1532), stanowiącej drugie wydanie wcześniejszej, zaginionej pracy znanej pod tytułem Rudimenta lub Institutiones musices (Norymberga 1529). W swoich rozważaniach zajmował się problematyką meliki, uprościł reguły solmizacji. Jego twórczość muzyczna związana jest z reformacją, opracował nowy tekst dla antyfony Salve Regina, przypisuje mu się ponadto autorstwo tekstów i muzyki do hymnów protestanckich.